# Poa tacanae
Poa tacanae es una especie botánica de pastos de la subfamilia Pooideae. Es originaria de Centroamérica.

## Descripción
Planta perenne densamente cespitosa. Tiene tallos de 20-60 cm dealtura, basalmente decumbentes. Hojas glabras; lígula de 0.5-1 mm; láminas 5-10 cm x 1-2 mm, aplanadas, las láminas basales blandas, patentes. Panícula 4-8 cm, abierta, pauciflora; ramas 1-2 en el nudo más inferior, patentes, desnudas en el 1/3-1/2 inferior. Espiguillas 4.5-5.5 mm, adpresas; gluma inferior 1.8-2 mm, 1-nervia; gluma superior 2-2.5 mm, 3-nervia; lemas 3.3-3.7 mm, glabras; páleas escabriúsculas en las quillas.

## Distribución y hábitat
Se encuentra en las laderas abiertas, bosques de Pinus-Alnus a una altitud de 2400-4600 metros. Endémica de Guatemala.

## Taxonomía
Poa tacanae fue descrita por Jason Richard Swallen y publicado en Contributions from the United States National Herbarium 29(9): 399. 1950.
Etimología
Poa: nombre genérico derivado del griego poa = (hierba, sobre todo como forraje).
tacanae: epíteto geográfico que alude a su localización en el Volcán Tacana.